# Шполянка
Шполянка (укр. Шполя́нка) — историческая местность Киева, бывший сад. Расположена в Подольском районе города. Имеет вид взгорья между Сырецким яром и оврагом в начале улицы Верболозной.
Название местности происходит от фамилии Шполянского — владельца фруктового сада, существовавшего в этой местности в начале XX столетия (упоминался с 1908 года). С садом были связаны названия прилегающих улиц — Садовой (ныне ул. Тагильская), Фруктовой и Шполянской, которые существуют до сих пор.
В 1930-50-е годы территория бывшего сада распланирована и застроена малоэтажными частными усадьбами.